# Juncus langii
Juncus langii là một loài thực vật có hoa trong họ Juncaceae. Loài này được Erdner mô tả khoa học đầu tiên năm 1906.